# Antisatellietwapen

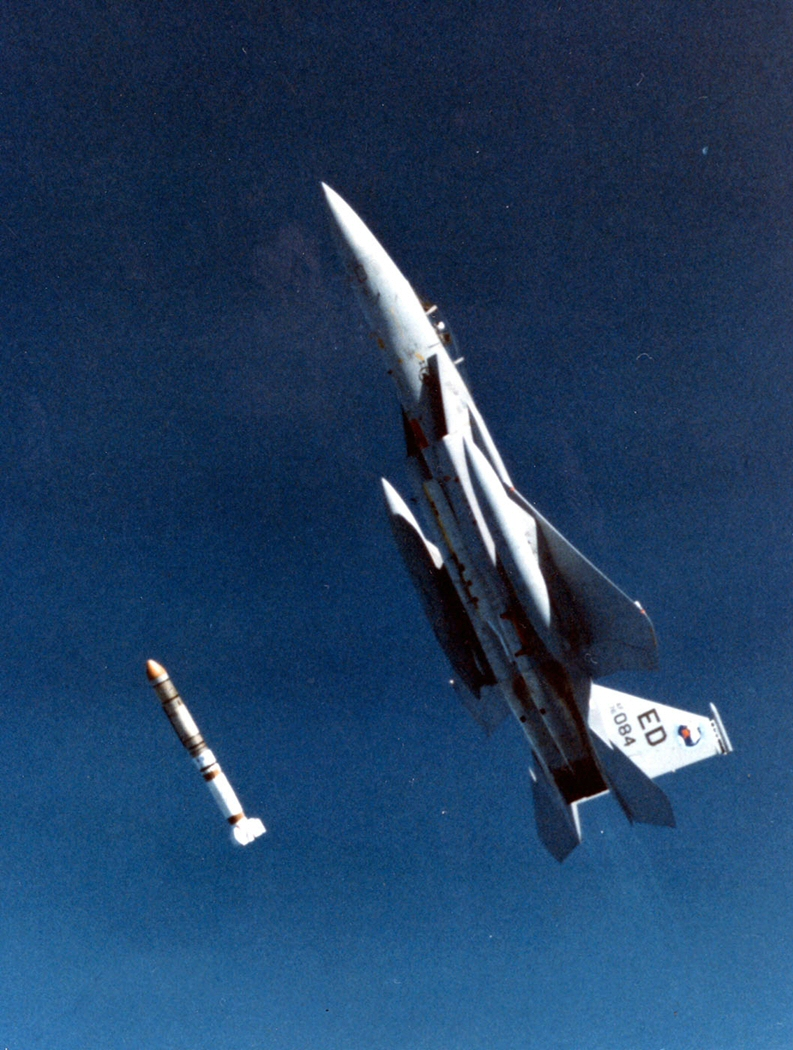
Een ASM-135 ASAT-raket wordt gelanceerd op 13 september 1985

Een antisatellietwapen (ASAT, anti satellite activities) is een ruimtewapen bedoeld om satellieten onklaar te maken of te vernietigen, vaak voor strategische militaire doeleinden. Voor zover bekend beschikken de Verenigde Staten, de voormalige Sovjet-Unie (Rusland), de Volksrepubliek China, India en Israël over dergelijke wapens. Op 11 januari 2007 gebruikte China een antisatellietwapen om een in onbruik geraakte weersatelliet te vernietigen. De Verenigde Staten vernietigden op 21 februari 2008 op deze manier een defecte spionagesatelliet.

## Geschiedenis
De ontwikkeling en het ontwerp van antisatellietwapens is verlopen volgens een aantal wegen. Zowel de Verenigde Staten als de Sovjet-Unie begonnen in de jaren 50 van de 20e eeuw met raketten die vanaf de grond werden gelanceerd. Later werden er meer exotische voorstellen gedaan.

### Verenigde Staten

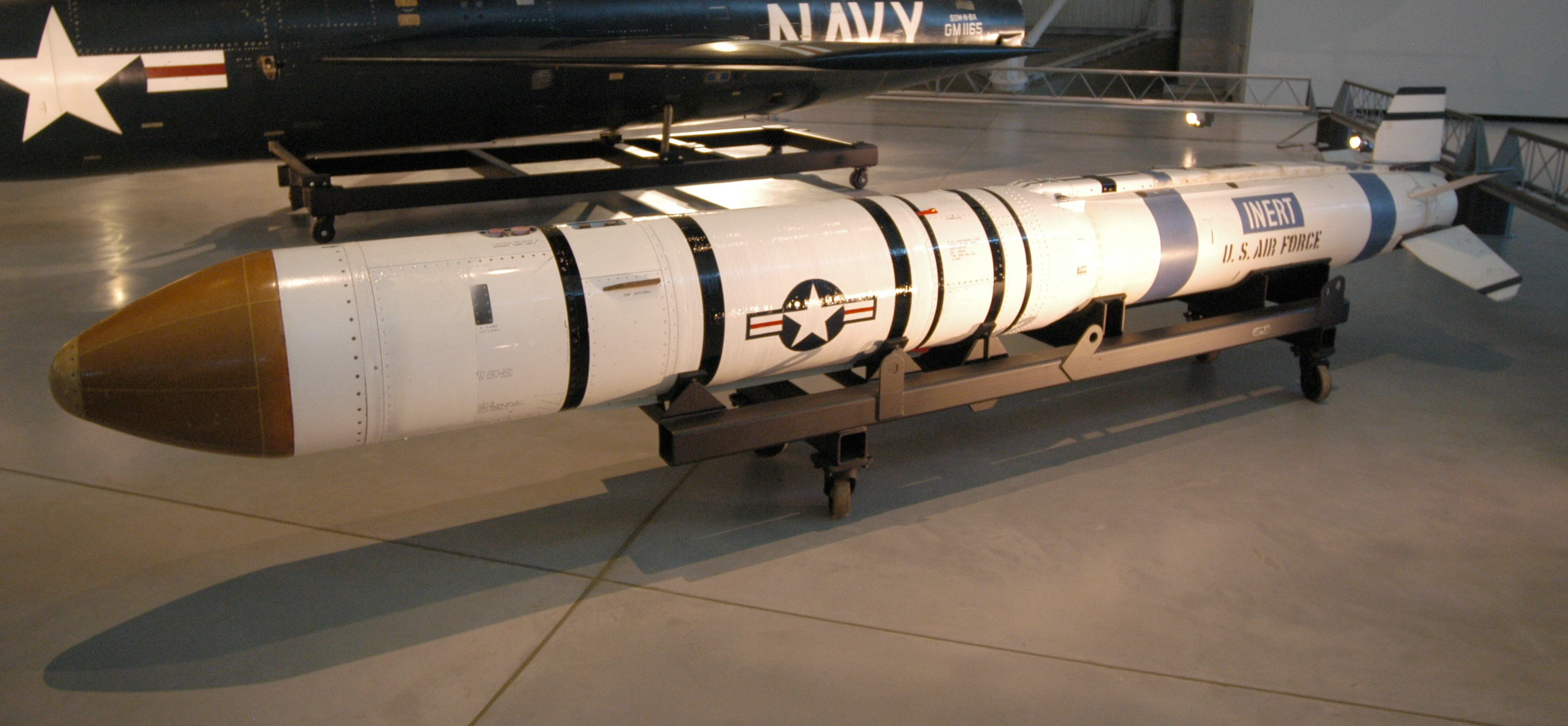
Amerikaanse antisatellietraket

Eind jaren 1950 begon de Amerikaanse luchtmacht met een reeks strategische raketprojecten onder de naam Weapon System WS-199A. Een van deze projecten was Glenn Martins Bold Orion air-launched ballistic missile (ALBM, vanuit de lucht gelanceerde ballistische raket) voor de Boeing B-47, die was gebaseerd op de raketmotor van de MGM-29 Sergeant. Er werden tussen 26 mei 1958 en 13 oktober 1959 twaalf testen mee uitgevoerd, maar zonder succes. Daarom werd het project gestaakt. Het systeem werd later gemodificeerd met de toevoeging van een Altair bovenstuk om zo een antisatellietwapen te maken met een bereik van 1700 kilometer. Er werd slechts een test mee uitgevoerd op de Explorer 6 bij een hoogte van 251 kilometer. De raket passeerde de satelliet op minder dan 6,4 kilometer, wat genoeg zou zijn voor een nucleaire aanval op de satelliet zelf maar niet voor conventionele raketkoppen.
Een soortgelijk project was Lockheeds High Virgo. Ook dit wapen begon als een ALBM voor de Convair B-58 Hustler, maar werd later aangepast om te dienen als antisatellietwapen. Bij een test op 22 september 1959 verloor men echter contact met de raket, en kon zo niet zien of de test succesvol was. Werk aan dit project werd gestaakt toen het AGM-48 Skybolt project werd opgestart.
Het gebruik van een nucleaire explosie op grote hoogte om zo een satelliet te vernietigen werd na al deze testen voor het eerst onderzocht. Tijdens de Hardtack Teak test in 1958 ontdekten onderzoekers de gevolgen van een elektromagnetische puls (EMP). Tijdens de Starfish Prime-test in 1962 werd een EMP opgewekt met een kernkop van 1,4 Mt TNT-equivalent. De EMP vernietigde drie satellieten, en legde communicatie boven de Grote Oceaan lam. Verdere testen van dit wapen werden uitgevoerd binnen Operatie Dominic. Een aangepaste versie van de Nike Zeus werd vanaf 1962 gebruikt als een ASAT.
Een ander onderzoeksgebied voor ASAT’s was het gebruik van energiewapens, zoals een nucleaire explosie veroorzaakt door een x-ray-laser. Dit idee werd in 1968 voorgesteld door Lawrence Livermore National Laboratory (LLNL). Ander onderzoek richtte zich op het gebruik van meer conventionele lasers of masers. Het x-ray project van LLNL werd in 1977 stopgezet, maar in de jaren 80 weer opgestart als onderdeel van het SDI.
ASATs hadden lange tijd maar weinig prioriteit, totdat in 1982 informatie over een succesvol Sovjet-programma bekend werd in het Westen. Nadien volgde er een stroomversnelling in de ontwikkeling van ASAT’s. Zo ontwikkelde het Amerikaanse leger de Vought ASM-135 ASAT, gebaseerd op de AGM-69 SRAM. Het systeem werd bedragen door een aangepaste F-15 die de raket vanaf een bepaalde hoogte kon lanceren. De eerste lancering van dit wapen vond plaats in januari 1984. Het eerste en enige succesvolle gebruik van de raket was op 13 september 1985, toen bij wijze van test het wapen werd gebruikt om een oude satelliet voor gammastralingspectroscopie te vernietigen. Ondanks deze succesvolle test werd het programma in 1988 gestaakt.

### Sovjet-Unie/Rusland

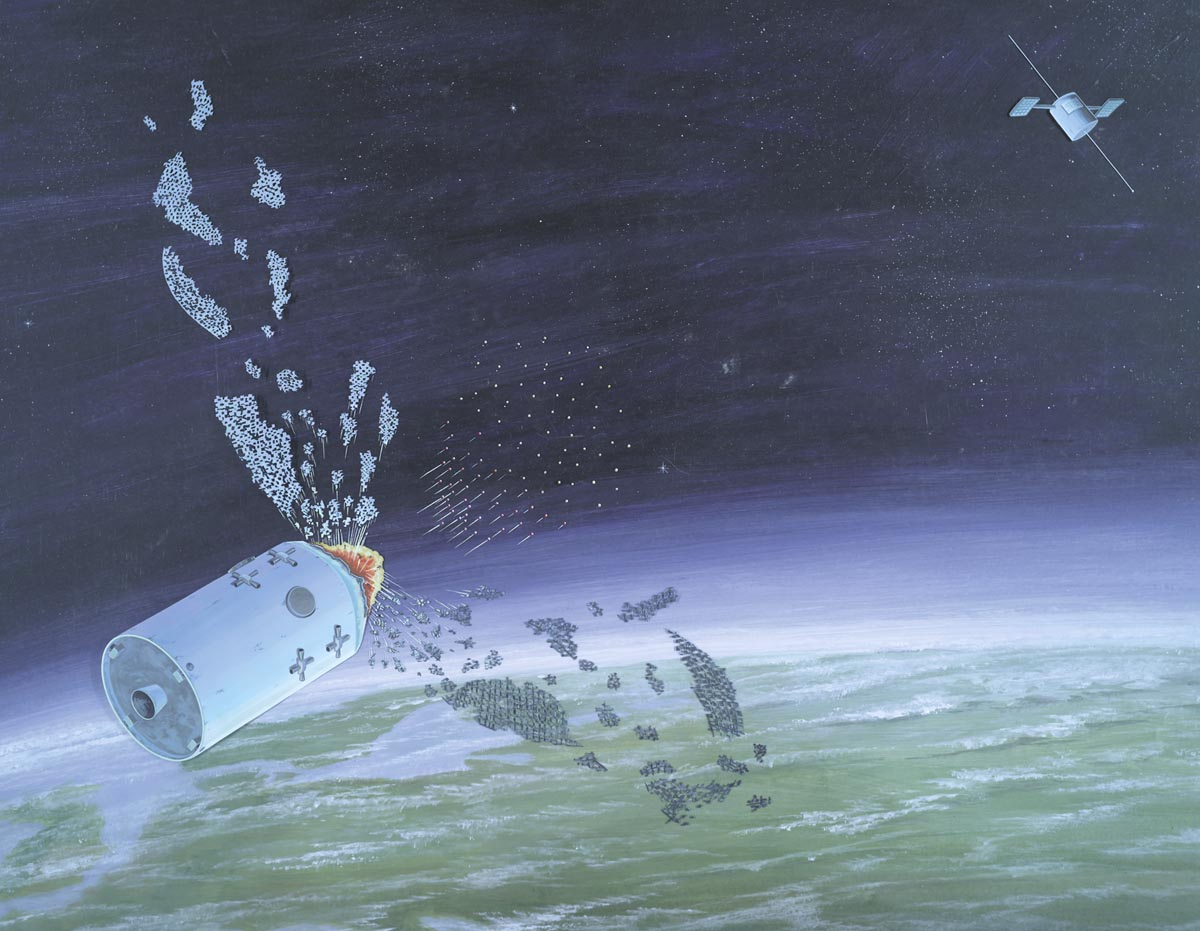
DIA-illustratie uit 1986 van het IS-systeem dat een doelwit aanvalt

De oorsprong van het Sovjet-project voor ontwikkeling van antisatellietwapens is onbekend. Volgens sommige bronnen begon Sergej Koroljov aan een voorloper van het ASAT-project in 1956, terwijl andere bronnen de start van het project juist toeschrijven aan Vladimir Tsjelomej's OKB-52. Zeker is in elk geval dan in april 1960 Nikita Chroesjtsjov een bijeenkomst hield in zijn zomerverblijf in de Krim om de defensie-industrie te bespreken. Hier presenteerde Tsjelomej zijn raket en ruimteprogramma, en kreeg groen licht voor de ontwikkeling van de UR-200-raket. Een van de primaire doelen van deze raket was de lancering van Tsjelomej's antisatellietwapen. De beslissing om aan dit wapen te gaan werken viel in maart 1961. Het wapen kreeg de naam Istrebitel Spoetnikov (IS) (wat letterlijk "vernietiger der satellieten" betekent).
Het IS-systeem was "co-orbitaal"; het naderde zijn doelwit in de loop der tijd, en zou het doelwit vernietigen met een shrapnel-raketkop indien hij dichtbij genoeg was. De raket kon worden gelanceerd zodra een satelliet zich boven de lanceerplek bevond. Het duurde ongeveer 90 tot 200 minuten voordat de IS op deze manier een satelliet had uitgeschakeld.
Vertragingen in het UR-200 project brachten Tsjelomej ertoe om een verzoek in te dienen voor het gebruik van R-7 raketten om een prototype van de IS te testen. Er werden twee testen uitgevoerd op respectievelijk 1 november 1963 en 12 april 1964. Later dat jaar zette Chroesjtsjov het UR-200 project stop om plaats te maken voor de R-36. Hierdoor liep het IS-project meer vertraging op. Daarom werd een simpelere versie gemaakt, de 2A. Deze werd voor het eerst getest op 27 oktober 1967 en opnieuw op 28 april 1968. In totaal werden 23 lanceringen uitgevoerd als test voor het IS-systeem. In februari 1973 werd het systeem operationeel verklaard.
Toen de Verenigde Staten de spaceshuttle ontwikkelden, werden in 1976 de IS-testen hervat. Enkele elementen binnen de Soviet-ruimteindustrie overtuigden Leonid Brezjnev ervan dat de shuttle een wapen was dat alle huidige wapens kon ontwijken en zo Moskou bombarderen. Hoewel men vermoedt dat het Sovjet-leger wel wist dat deze beweringen foutief waren, geloofde Brezjnev ze wel en gaf het bevel om het IS-systeem te verbeteren. Als gevolg hiervan werd het IS-systeem aangepast voor aanvallen op grotere hoogte. Deze nieuwe versie werd op 1 juli 1979 operationeel verklaard. In 1983 stopte Joeri Andropov met alle IS testen. Pogingen het project te hervatten haalden niets uit. Ironisch genoeg begon juist rond deze tijd de Verenigde Staten volop met het testen van ASAT’s als reactie op het Sovjet-programma.
De Sovjet-Unie deed net als de Verenigde Staten ook onderzoek naar ASAT-lasers en andere energiewapens. Dit werd onder andere gedaan onder het Fon-project in 1976. De technische middelen voor deze wapens bleken echter niet beschikbaar.
In de jaren 1980 begon de Sovjet-Unie ook met de ontwikkeling van een tegenhanger van de Amerikaanse ASM-135 ASAT. Hiervoor werd een aangepaste Mikojan-Goerevitsj MiG-31 gebruikt. Na het uiteenvallen van de Sovjet-Unie kwamen er voorstellen om dit vliegtuig te gebruiken om commerciële en wetenschappelijke pakketten in een baan om de Aarde te brengen.

### China
Sedert de antisatellietrakettest van 2007 ontwikkelde het land een eigen antisatellietwapenprogramma.

### India
Op 27 maart 2019 testte India een antisatellietwapen met operatie Shakti.

### Israël
Israël kan met de Arrow 3 een satelliet vernietigen.

## Strategic Defense
Het Strategic Defense Initiative, dat in 1983 werd voorgesteld, was vooral bedoeld als bescherming tegen nucleaire raketten, maar er werd ook technologie ontwikkeld om te dienen als antisatellietwapen.
Het Strategic Defense Initiative bezorgde zowel de Amerikaanse als Russische ASAT-programma’s een grote vooruitgang. ASAT-projecten werden aangepast voor ABM gebruik.

## Testen

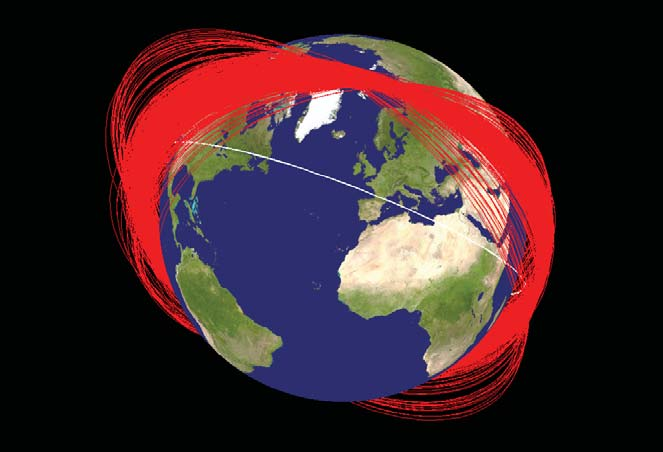
Bekende banen van het puin van de Fengyun-1C, een maand na de vernietiging door Chinese ASAT.

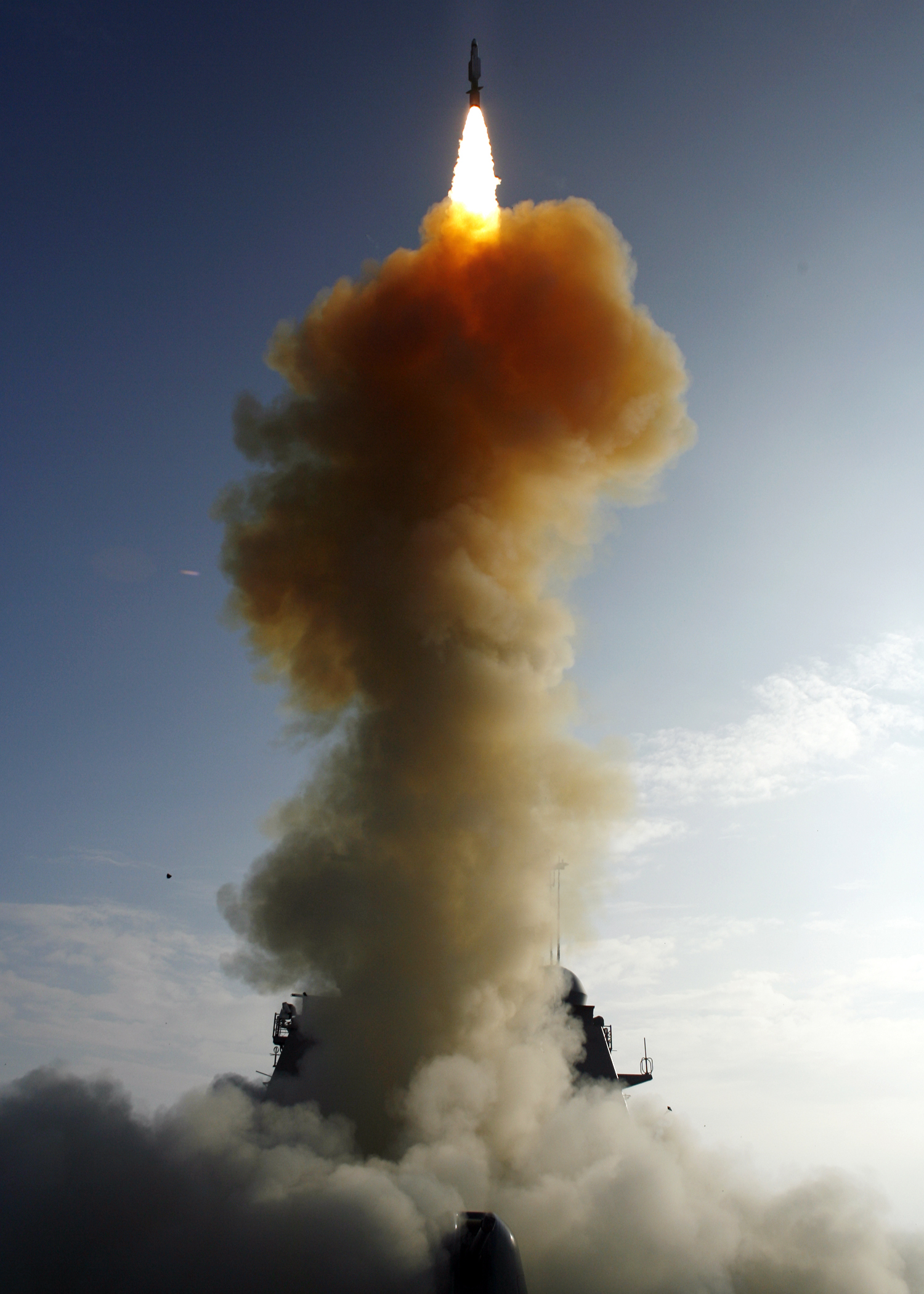
Lancering van de SM-3 missile, gebruikt om de USA 193 te vernietigen.

### China
Op 11 januari 2007 vernietigde de Volksrepubliek China met succes een oude weersatelliet genaamd FY-1C. De vernietiging werd uitgevoerd met een SC-19 ASAT-raket, die er – louter met kinetische energie - vanuit de tegenovergestelde richting tegenaan botste. De FY-1C was een weersatelliet die rond de poolcirkel boven de Aarde zweefde. Het was de vierde satelliet uit de Fengyun-serie.
De test veroorzaakte opschudding bij veel andere landen, vooral omdat China pas op 23 januari 2007 bekendmaakte de test te hebben uitgevoerd. Ook vreesde men dat deze test een wapenwedloop in de ruimte zou versnellen. Volgens CNN waren global security analisten ervan overtuigd dat de test gericht was tegen de Verenigde Staten.

### Verenigde Staten
De USA 193 was een Amerikaanse spionagesatelliet die op 14 december 2006 werd gelanceerd door een Delta II-raket. Een maand na lancering werd gemeld dat de satelliet niet meer werkte. In januari 2008 bleek de satelliet uit zijn baan te zijn geraakt en richting de Aarde te vallen. Op 14 februari 2008 kreeg de US Navy het bevel om een SM-3 ABM-wapen te gebruiken als antisatellietwapen om de USA 193 te vernietigen.
Volgens de Amerikaanse overheid was het opblazen van de satelliet noodzakelijk vanwege de 450 kilogram giftige hydrazinebrandstof die aan boord was, welke gevaar kon opleveren voor mensen die in de buurt woonden van de plek waar de satelliet anders zou zijn neergestort. Op 20 februari 2008 werd bekend dat de lancering een succes was, en de satelliet was vernietigd.
Experts twijfelden echter of de hydrazinetank inderdaad zo’n groot gevaar vormde dat opblazen van de satelliet noodzakelijk was. De vernietiging werd vooral gezien als een demonstratie van de Amerikanen dat ze net als de Chinezen in staat waren satellieten neer te schieten.